# Rebellion (Samael)
Rebellion è il secondo EP del gruppo musicale Samael, pubblicato il 1995 dalla Century Media Records. 

## Tracce
1. Rebellion – 3:26
2. After the Sepulture (versione del 1993) – 3:31
3. I Love the Dead (cover di Alice Cooper) – 3:32
4. Static Journey – 6:02
5. Into the Pentagram (versione del 1995) – 4:23
6. Static Journey (versione tedesca) – 13:46

## Formazione
- Vorphalack - voce, chitarra, testi
- Xy - batteria
- Masmiseîm - basso
- Rodolphe H. - tastiere